# Stratocles
Stratocles is een geslacht van Phasmatodea uit de familie Pseudophasmatidae. De wetenschappelijke naam van dit geslacht is voor het eerst geldig gepubliceerd in 1875 door Carl Stål.

## Soorten
Het geslacht Stratocles omvat de volgende soorten:
- Stratocles cinctipes Stål, 1875
- Stratocles costaricensis Rehn, 1904
- Stratocles forcipatus Bolívar, 1896
- Stratocles soror Redtenbacher, 1906
- Stratocles stabilinus (Westwood, 1859)
- Stratocles tessulatus (Olivier, 1792)
- Stratocles viridimaculatus Günther, 1930
- Stratocles xanthomela (Olivier, 1792)